# ОШ „Иван Горан Ковачић” Београд
Основна школа „Иван Горан Ковачић“ је васпитно образовна установа у Београду. Школа се налази у улици Војводе Бране 18А, на Звездари.

### Историјат
Основна школа, свакако не оваква какву је данас знамо, основана је 1. јула 1953. године, под прилично бирократским именом "Друга основна школа V рејона“. Са радом је почела 1. септембра 1953. године у згради Ватрограсног дома у Булевару револуције, код Липовог лада. Касније се сели у Јагићеву улицу бр. 5 код Ђерма, па у улицу Ћирила и Методија, у згради друштвено политичких организација. 
Име Иван Горан Ковачић добила је 1955. године. У то време је имала 1800 ученика којима је предавало 65 наставника. Пре изградње садашње зграде радило се у тесним и неприкладним просторијама, а настава се одржавала у три смене. Једино грејање су биле пећи бубњаре. Од наставних средстава није било ништа, па је сво школовање тадашњих ђака личило на школовање у Нушићевој "Аутобиографији“. 
У нову школску зграду у Улици Војводе Бране 18а школа је пресељена децембра 1961. године. Број ученика се смањио на нормалу, и почиње ово ново поглавље у историјату школе. Од тада, уз нове и боље услове школа почиње да сакупља признања и награде на свим нивоима и у свим областима од којих је једна од најзначајнијих и највреднијих награда "Доситеј Обрадовић" која је 1987. године додељена школи, како најбољој школи у Србији. 
На челу колектива, на месту руководиоца и директора за све ове године смењивали су се директори који су као добри домаћини настављали тамо где би претходни стали. Први директор је био Живојин Муњић (1953- 1957).

### Школски капацитети
Образовно-васпитни рад одвија се у згради површине 4.193,5 м2. Школа располаже двориштем (1.132 м2), унутар кога је спортски терен (691 м2), кабинетима за наставу старијих разреда и учионицама за млађе разреде.
На другом спрату смештена је библиотека са читаоницом, која располаже фондом од 17.599 књига. 